# Тринити крем
Crème brûlée (франц.kʁɛm bʁy.le), такође познат као спаљени крем или Тринити крем,  и практично идентичан оригиналној crema catalana,  је десерт који се састоји од богате креме преливене слојем стврднутог карамелизованог шећера. Обично се служи благо охлађено; топлота из процеса карамелизације загреје врх креме, док центар оставља хладним. Основа креме је традиционално зачињена ванилом у француској кухињи, али може имати и друге ароме. Понекад се украшава воћем.

## Историја
Најранији познати рецепт за десерт који се зове crème brûlée појављује се у куварској књизи Франсоа Масиалота из 1691. Cuisinier royal et bourgeois.   Питање његовог порекла инспирисало је дебату у модерној гастрономској заједници, а неки аутори сугеришу да је crema catalana, чије порекло датира из Шпаније, из 14. века, можда инспирисала куваре широм Европе. 
Неки аутори помињу Latte alla Spagnuola Бартоломеа Стефанија (1662) као опис crema catalana,  али она захтева да се врх креме запече пре сервирања са шећером на врху. 
Назив „спаљена крема“ је касније коришћен за означавање јела у енглеском преводу Масиалотовог Cuisinier royal et bourgeois из 1702. године.  Године 1740. он је сличан рецепт назвао crême à l'Angloise, или "енглеска крема", што је додатно бацило сумњу на његово порекло. Дезерт је представљен на Тринити колеџу у Кембриџу 1879. године као „Тринити крем” или „Кембриџ спаљена крема”.  Ниједан десерт под именом crème brûlée се више није појавио у француским куварима све до 1980-их. 
Crème brûlée је генерално био неуобичајен у француским и енглеским куварима деветнаестог и двадесетог века.  Постао је изузетно популаран 1980-их, „симбол уживања и миљеник ресторанског бума“,   који је вероватно популаризовао Сирио Маћони у свом њујоршком ресторану Le Cirque. Тврдио је да га је направио „најпознатијим и далеко најпопуларнијим десертом у ресторанима од Париза до Пеорије“.  

## Поступак
Crème brûlée се обично сервира у појединачним керамичким посудама. Дискови карамела се могу посебно припремити и ставити на врх непосредно пре сервирања, или се карамела може формирати директно на врху креме непосредно пре сервирања. Да бисте то урадили, шећер се посипа по креми, а затим карамелизује испод усијаног куварског грила (диск од ливеног гвожђа са дугачком дрвеном дршком) или помоћу бутанске бакље. 
Постоје два начина за прављење креме. Чешћи стварају "врућу" крему тако што умутите жуманца у парном лонцу са шећером, додајући ванилу када се крема скине са ватре.  Алтернативно, смеса жуманца/шећера се може темперирати врућом павлаком, па на крају додати ванилу. У "хладној" методи, жуманца и шећер се интензивно измешају заједно. Затим се у смесу жуманца умути хладна павлака, а затим ванила. Затим се сипа у посуде и пече на пари. 